# Karneiskos z Kos
Karneiskos z Kos (lub z Rodos) - filozof, uczeń Epikura, autor traktatu na temat przyjaźni pt. Filistas.